# Adelanthaceae
Adelanthaceae là một họ rêu tản thuộc bộ Rêu vảy.
Chi: (đi kèm với số loài thuộc chi đó)
- Adelanthus  Mitt. – 11 loài
- Cuspidatula  Steph. – 7 loài
- Denotarisia  Grolle – 1 loài
- Jamesoniella  (Spruce) Carrington – chi hiện nay không còn được công nhận
- Nothostrepta  R.M.Schust. – 2 loài
- Pisanoa  Hässel – 1 loài
- Protosyzygiella  (Inoue) R.M.Schust. – 1 loài
- Pseudomarsupidium  Herzog – 5 loài
- Syzygiella  Spruce – 56 loài
- Vanaea  (Inoue & Gradst.) Inoue & Gradst. – 1 loài
- Wettsteinia  Schiffn. – 4 loài